# 長島町
長島町（日语：／ Nagashima chō */?）是位於日本鹿兒島縣西北部的一的城鎮，轄區包括長島本島、諸浦島、伊唐島、獅子島及周邊共23個島嶼；成立于2006年3月20日，由舊長島町與東町合併而成。

## 歷史
鎌倉時代長島為長島氏的領地，並築有堂崎城，在戰國時代成為其在海上活耀的據點。1565年島津氏攻下長島，成為島津的領地。江戶時代長島為薩摩藩的外城，並設置長島鄉；廢藩置縣後屬於鹿兒島縣，並在實施町村制後，分屬東長島村和西長島村。

### 年表
- 1889年4月1日：實施町村制，線在的轄區在當時分屬東長島村和西長島村。
- 1956年7月10日：東長島村改制並改名為東町。
- 1960年1月1日：西長島村改制並改名為長島町。
- 2006年3月20日：長島町和東町合併為新設置的長島町。

| 1889年4月1日 | 1889年-1910年 | 1910年-1930年 | 1930年-1950年 | 1950年-1970年                   | 1970年-1990年                   | 1990年-現在                | 現在                       |
| ------------ | ------------- | ------------- | ------------- | ------------------------------- | ------------------------------- | -------------------------- | -------------------------- |
| 東長島村     | 東長島村      | 東長島村      | 東長島村      | 1956年7月10日 改制並改名為東町  | 1956年7月10日 改制並改名為東町  | 2006年3月20日 合併為長島町 | 2006年3月20日 合併為長島町 |
| 西長島村     | 西長島村      | 西長島村      | 西長島村      | 1960年1月1日 改制並改名為長島町 | 1960年1月1日 改制並改名為長島町 | 2006年3月20日 合併為長島町 | 2006年3月20日 合併為長島町 |

## 交通
轄區內無機場也無鐵路通過，靠黑之瀨戶大橋與九州相連。

## 姊妹、友好都市

### 海外
- 吉祥面（大韓民國仁川廣域市江華郡）：於1994年5月30日締結姊妹都市

## 外部連結
- （日語） 長島地區合併協議會
- （日語） 舊長島町網頁
- （日語） 舊東町網頁
- （日語） 東町商工會 （页面存档备份，存于）
- （日語） 東町漁協 （页面存档备份，存于）